# District de Galanta
Le district de Galanta est l'un des 79 districts de Slovaquie dans la région de Trnava.

## Démographie

### Évolution de la population
| Année:               | 1994.  | 2004.   | 2014.   | 2024.   |
| -------------------- | ------ | ------- | ------- | ------- |
| Nombre de personnes: | 93 667 | 94 936  | 93 682  | 95 210  |
| Différence:          |        | +1,35 % | -1,32 % | +1,63 % |

| Année:               | 2023.  | 2024.   |
| -------------------- | ------ | ------- |
| Nombre de personnes: | 95 457 | 95 210  |
| Différence:          |        | -0,25 % |

## Liste des communes
Source :

### Ville
- Galanta
- Sereď
- Sládkovičovo

### Villages
Abrahám | Čierna Voda | Čierny Brod | Dolná Streda | Dolné Saliby | Dolný Chotár | Gáň  | Horné Saliby | Hoste | Jánovce | Jelka | Kajal | Košúty | Kráľov Brod | Malá Mača | Matúškovo | Mostová | Pata | Pusté Sady | Pusté Úľany  | Šalgočka | Šintava | Šoporňa | Tomášikovo | Topoľnica | Trstice | Váhovce | Veľká Mača | Veľké Úľany | Veľký Grob | Vinohrady nad Váhom | Vozokany | Zemianske Sady